# Theodor Kallifatides

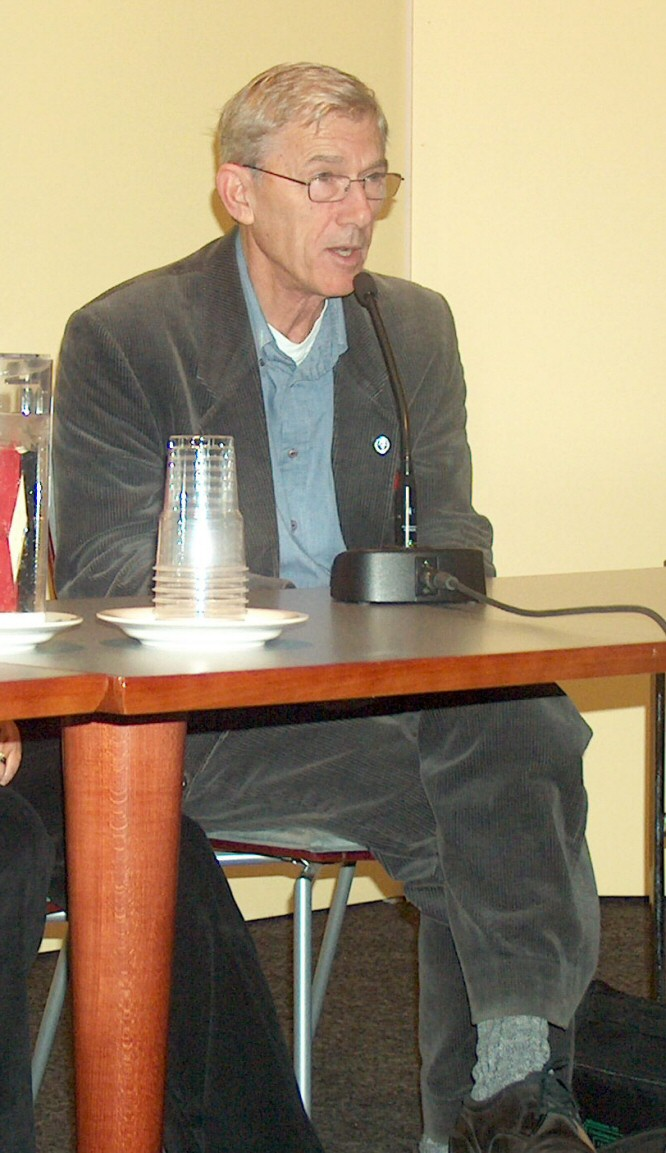
Theodor Kallifatides (2004)

Theodor Kallifatides (griechisch Θοδωρής Καλλιφατίδης; * 12. März 1938 in Molai, Griechenland) ist ein schwedischer Schriftsteller griechischer Herkunft.

## Leben und Werk
Kallifatides wanderte 1964 von Griechenland nach Schweden aus, wo er in den folgenden Jahren an der Stockholmer Universität Philosophie studierte. Zwischen 1969 und 1972 war er dort als Lehrkraft im Fach Praktische Philosophie angestellt. Als Schriftsteller hat er sich früh für die schwedische Sprache entschieden. Thematisch befinden sich große Teile seines Werks in einem Spannungsfeld zwischen der griechischen und der schwedischen Gesellschaft. Im Jahre 1969 debütierte er als Lyriker, später war er jedoch vornehmlich als Prosaist tätig.
Der erste Roman Utlänningar („Ausländer“, 1970) thematisiert die Situation des Einwanderers. In einer späteren Romantrilogie mit autobiographischem Hintergrund schilderte er das Leben in einem griechischen Dorf während des Zweiten Weltkriegs. Liebe und Erotik sind wichtige Motive in den Romanen Kärleken (1978, dt. Übersetzung „Sehnen nach Sehnsucht“, 1986) und En fallen ängel (1981). Kallifatides war zwischen 1972 und 1976 Chefredakteur einer führenden schwedischen literarischen Zeitschrift, Bonniers Litterära Magasin (BLM). Er hat mehrere Preise erhalten. Mit „Ein leichter Fall“ (orig. Ett enkelt brott) erschien 2001 in Deutschland sein erster Kriminalroman um die Hauptfigur Kristina Vendel, in dem er sich auch mit dem Thema Einwanderung auseinandersetzt. Aus der Reihe sind mit „Der sechste Passagier“ und „Der kalte Blick“ zwei weitere Krimis von Kallifatides auf Deutsch erschienen.

## Werke (Auswahl)
- Sehnen nach Sehnsucht. Roman („Kärleken“). Rowohlt, Reinbek 1986, ISBN 3-499-18204-1.
- Geschichten aus dem Dorf Mühle („Berättelser från kvarnen“). Anrich Verlag, Kevelaer 1985, ISBN 3-89106-016-5.
- Schnaps und Rosen. Roman („Brännvin och rosor“). Rowohlt, Reinbek 1987, ISBN 3-499-18218-1.
- Ein leichter Fall. Roman („Ett enkelt brott“). Knaur, München 2004, ISBN 3-426-62794-9.
- Der sechste Passagier. Roman („Den sjätte passageraren“). Zsolnay, Wien 2004, ISBN 3-552-05294-1.
- Der kalte Blick. Roman („I hennes blick“). Dtv, München 2007, ISBN 978-3-423-24599-9.
- Die sieben Stunden im Paradies („De sju timmarna i paradiset“). Edition Mathieu, Heidelberg 2003, ISBN 3-9805815-7-8.
- Minnet i exil. 1969.
- Utlänningar. 1971.
- Tiden är inte oskyldig. 1971.
- Bönder och herrar. 1973.
- Plogen och svärdet. 1975.
- Den sena hemkomsten. Skisser från Grekland. 1976.
- Den grymma freden. 1977.
- Mitt Aten. 1978. (zusammen mit Henrik Tikkanen).
- En fallen ängel. 1981.
- Lustarnas herre. 1986.
- En lång dag i Athen. 1989.
- Sidospår. 1991.
- Vem var Gabriella Orlova? 1992.
- Cypern. 1992.
- Ett liv bland människor. 1994.
- Svenska texter. 1994.
- Det sista ljuset. 1995.
- Afrodites tårar. 1996.
- För en kvinnas röst. 1999.
- Ett nytt land utanför mitt fönster. 2001.
- En kvinna att älska. 2003.
- I hennes blick. 2004
- Herakles. 2006
- Mödrar och söner. 2007
- Vänner och älskare. 2008
- Det gångna är inte en dröm. 2010
- Brev till min dotter. 2012
- Med sina läppars svalka. 2014, Bonnier, Stockholm.
- Ännu ett liv. 2017, Bonnier, Stockholm.
- Slaget om Troja. 2018, Bonnier, Stockholm.
- Kärlek och främlingskap. 2020, Bonnier, Stockholm, ISBN 978-91-0-018316-5.

## Verfilmungen
- 1972: Jag heter Stelios (aufgrund Utlänningar)
- 1980: Verwirrende Liebe (Kärleken)